# Liste des types de cellules humaines dérivées des couches germinales
Il s'agit d'une liste de cellules chez l'homme dérivées des trois feuillets embryonnaires : l'ectoderme, le mésoderme et l'endoderme.

## Cellules dérivées de l'ectoderme

### Ectoderme de surface

#### Peau
- Trichocyte
- Kératinocyte

#### Hypophyse antérieure
- Gonadotrope
- Corticotrope
- Thyrotrope
- Somatotrope
- Cellule lactotrophe

#### Émail dentaire
- Améloblaste

### Crête neurale

#### Système nerveux périphérique
- Neurone
- Glie
  - Cellule de Schwann
  - Cellule satellite gliale

#### Système neuroendocrinien
- Cellule chromaffine
- Cellule glomique

#### Peau
- Mélanocyte
  - Cellule nævique
- Cellule de Merkel

#### Dents
- Odontoblaste
- Cémentoblaste

#### Yeux
- Kératocyte cornéen

### Tube neural

#### Système nerveux central
- Neurone
- Glie
  - Astrocyte
  - Épendymocyte
  - Glie de Müller (rétine)
  - Oligodendrocyte
  - Cellule progénitrice d'oligodendrocytes
  - Pituicyte (hypophyse postérieure)

#### Glande pinéale
- Pinéalocyte

## Cellules dérivées du mésoderme

### Mésoderme paraxial

#### Cellule ostéochondroprogénitrice
- Os (ostéoblaste → ostéocyte)
- Cartilage (Chondroblaste → Chondrocyte)

#### Myofibroblaste
- Graisse
  - Lipoblaste → Adipocyte
- Muscle
  - Myoblaste → Myocyte
  - Cellule satellite musculaire
  - Cellule tendineuse
  - Cellule musculaire cardiaque
- Autre
  - Fibroblaste → Fibrocyte

#### Autre
- Système digestif
  - Cellule interstitielle de Cajal

### Mésoderme intermédiaire

#### Cellule souche rénale
- Angioblaste → Cellule endothéliale
- Cellule mésangiale
  - Intraglomérulaire
  - Extraglomérulaire
- Cellule juxtaglomérulaire
- Cellule de la Macula Densa
- Cellule stromale → Cellule interstitielle → Télocyte
- Cellule épithéliale simple → Podocyte
- Cellule de bordure en brosse du tubule proximal du rein

#### Système reproducteur
- Cellule de Sertoli
- Cellule de Leydig
- Cellule de la granulosa
- Cellule de cheville
- Cellule germinale (qui migrent ici de manière primordiale)
  - spermatozoïde
  - ovule

### Mésoderme à plaque latérale

#### Cellule souche hématopoïétique
- Lymphoïde
  - Lymphoblaste
  - voir lymphocytes
- Myéloïde
  - CFU-GEMM

#### Système circulatoire
- Cellule progénitrice endothéliale
- Cellule formant la colonie endothéliale
- Cellule souche endothéliale
- Angioblaste/Mésoangioblaste
- Péricyte
- Cellule murale

#### Cavités corporelles
- Cellule mésothéliale

## Cellules dérivées de l'endoderme

### Intestin antérieur

#### Système respiratoire
- Pneumocyte
  - Cellule de type I
  - Cellule de type II
- Cellule Club
- Cellule caliciforme
- Cellule neuroendocrinienne pulmonaire[1]

#### Système digestif

##### Estomac
- Cellule entéro-endocrine
  - Cellule G
  - Cellule delta
  - Cellule de type entérochromaffine
- Cellule principale
- Cellule pariétale
- Cellule fovéolaire

##### Intestin
- Cellule entéro-endocrine
  - Peptide insulinotrope dépendant du glucose
  - Cellule S
  - Cellule delta
  - Cholécystokinine
  - Cellule entérochromaffine
- Cellule caliciforme
- Cellule de Paneth
- Cellule tuft
- Entérocyte
  - Cellule M

##### Foie
- Hépatoblaste → Hépatocyte
- Cellule stellaire

##### Vésicule biliaire
- Cholécystocyte

##### Composant exocrine du pancréas
- Cellule centroacineuse
- Cellule étoilée pancréatique

##### Ilots de Langerhans
- Cellule alpha
- Cellule bêta
- Cellule delta
- Cellule PP (cellule F, cellule gamma)
- Cellule epsilon

### Poche pharyngée
- Glande thyroïde
  - Cellule folliculaire
  - Cellule parafolliculaire[2]
- Glande parathyroïde
  - Cellule principale parathyroïdienne
  - Cellule oxyphile

### Intestin postérieur/cloaque
- Cellule urothéliale